# Championnats de France de paratriathlon 2018
Navigation
2017 2019
Les championnats de France de paratriathlon 2018 ont lieu à Gravelines le dimanche 2 septembre 2018.

## Palmarès
39 compétiteurs sont inscrits pour 2018, 37 prennent le départ. Classement général de la course qui s'est déroulée sur distance S, ils mettent en œuvre la nouvelle classification de handicap validée par la Fédération internationale de triathlon.

### Hommes
| Position           | PTWC               | PTS2               | PTS3            | PTS4                | PTS5                 | PTVI                 |
| ------------------ | ------------------ | ------------------ | --------------- | ------------------- | -------------------- | -------------------- |
| Médaille d'or      | Alexandre Paviza   | Jules Ribstein     | Michaël Herter  | Alexis Hanquinquant | Antoine Besse        | Arnaud Grandjean     |
| Médaille d'argent  | Frederic Dubowyj   | Geoffrey Wersy     | Nicolas Bouchet | Brice Marmonnier    | Yan Guanter          | Antoine Perel        |
| Médaille de bronze | Alexandre Francois | Christophe Guerrin | NA              | Pierre-David Pagan  | Pierre-Antoine Baele | Ludovic Petitdemange |

### Femmes
| Position           | PTWC | PTS2             | PTS3 | PTS4 | PTS5             | PTVI              |
| ------------------ | ---- | ---------------- | ---- | ---- | ---------------- | ----------------- |
| Médaille d'or      | NA   | Cécile Saboureau | NA   | NA   | Gwladys Lemoussu | Annouck Curzillat |
| Médaille d'argent  | NA   | NA               | NA   | NA   | Émilie Gral      | Mériam Amara      |
| Médaille de bronze | NA   | NA               | NA   | NA   | Sandra Chaleteix | NA                |